# Rijn-Schelde Machinefabrieken en Scheepswerven
Der niederländische Schiffbaukonzern Rijn-Schelde Machinefabrieken en Scheepswerven NV (RSMS), kurz Rijn-Schelde oder Rijn-Schelde Combinatie, bestand von 1966 bis 1970. Die Werftengruppe zählte zu den größten niederländischen Schiffbauunternehmen.

## Geschichte
Die Werftengruppe entstand am 4. März 1966 durch den Zusammenschluss von drei Werften und einem Schiffsmaschinenhersteller. Folgende Werften bildeten die Gründungsgruppe:
- Rotterdamsche Droogdok Maatschappij (RDM) in Rotterdam (zusammen mit dem Tochterunternehmen Machinefabriek en Scheepswerf van P. Smit Jr. in Rotterdam
- Koninklijke Maatschappij „De Schelde“ KMS) in Vlissingen
- Motorenfabriek Thomassen te De Steeg in Rotterdam

Zwei Jahre darauf trat auch die Machinefabriek Breda der Gruppe bei. Am 3. Juli 1968 beschloss man darüber hinaus eine Zusammenarbeit mit dem Mitbewerber Dok en Werf Maatschappij Wilton-Fijenoord.
Auf Druck der Regierung schloss sich die in finanzielle Schieflage geratene Verolme Verenigde Scheepswerven (VVSW) aus Rotterdam zum 1. Januar 1971 der Gruppe an, die daraufhin als Rijn-Schelde-Verolme Machinefabrieken en Scheepswerven (RSV) firmierte. Am 6. April 1983 ging die RSV in Konkurs. Nach der Entflechtung des bankrotten Konzern wurden einige lebensfähige Werftbetriebe weitergeführt und andere verkauft oder geschlossen.